# Новоселивка
Новоселивка (на украински: Новоселівка) е село в Южна Украйна, Подилски район на Одеска област. Основано е през 1815 година. Населението му е около 325 души.